# Tucker: un hombre y su sueño
Tucker: un hombre y su sueño es una película estadounidense de 1988, dirigida por Francis Ford Coppola y protagonizada por Jeff Bridges, Joan Allen y Martin Landau.
Galardonada con importantes premios cinematográficos, la película está basada en la biografía de Preston Tucker, empresario y diseñador de automóviles estadounidense.

## Argumento
En 1948, un joven ingeniero estadounidense, Preston Tucker (Jeff Bridges) concibe un automóvil de tecnología revolucionaria y bajo coste, al que bautiza con su apellido. 
Las tres grandes empresas fabricantes de automóviles General Motors, Chrysler y Ford se unen para oponerse legalmente al proyecto de Tucker, pero él está decidido a no dejarse atropellar por ellas y lucha por construir cincuenta ejemplares de su modelo, para poder presentarlos ante el tribunal.

## Reparto
- Jeff Bridges - Preston Tucker
- Joan Allen - Vera Tucker
- Martin Landau - Abe Karatz
- Elias Koteas - Alex Tremulis
- Frederic Forrest - Eddie Dean
- Christian Slater - Preston Tucker, Jr.
- Don Novello - Stan
- Nina Siemaszko - Marilyn Lee Tucker
- Mako Iwamatsu - Jimmy Sakuyama
- Lloyd Bridges - Senador Homer Ferguson
- Dean Stockwell - Howard Hughes

## Premios
- Premio BAFTA 1989: al mejor diseño de producción (Dean Tavoularis).
- Premio CFCA 1989: al mejor actor de reparto (Martin Landau).
- Premio Globo de Oro 1989: al mejor actor secundario – Cine (Martin Landau).
- Premio KCFCC  1989: al mejor actor de reparto (Martin Landau).
- Premio NSFC 1989: al mejor actor secundario (Dean Stockwell).
- Premio NYFCC 1988: al mejor actor secundario (Dean Stockwell).